# Skagul Toste

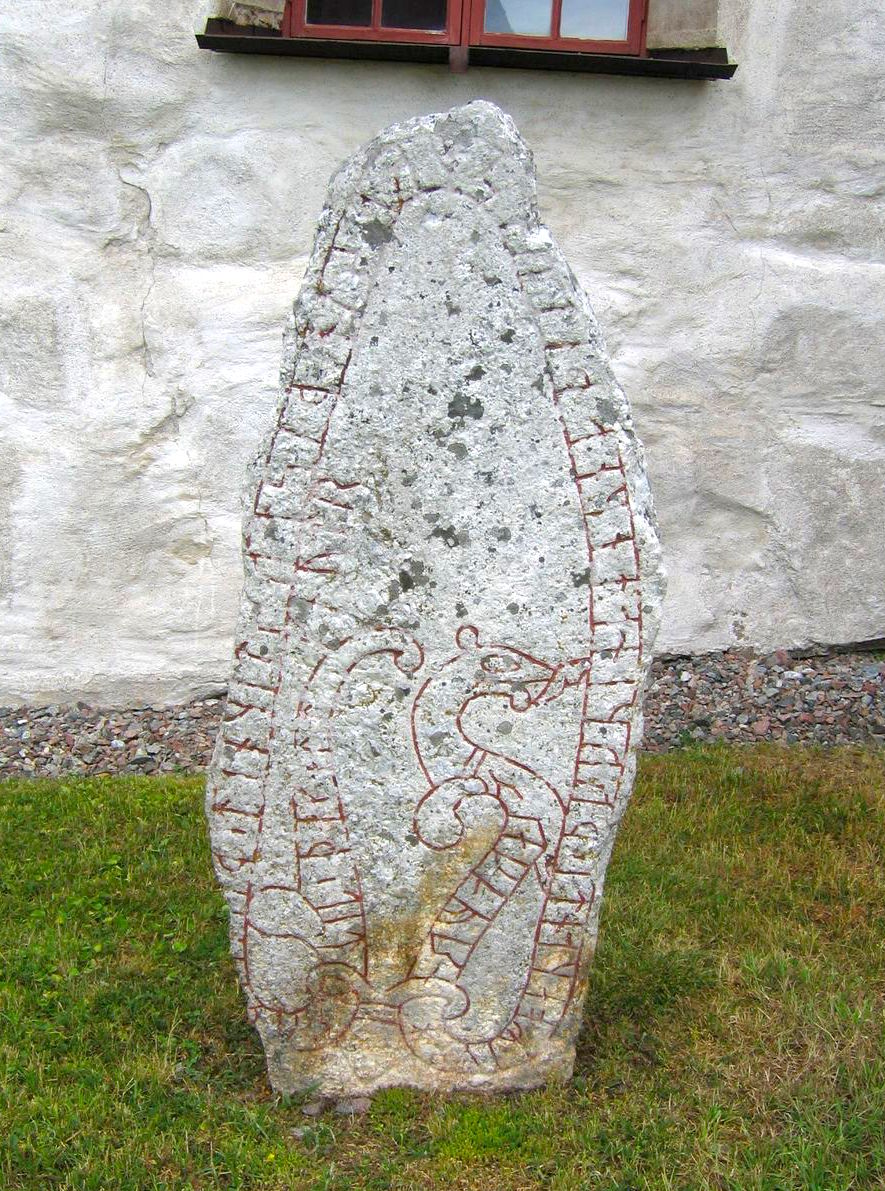
La piedra rúnica de Orkesta U 344 de Uppland, Suecia.

Skogul o Skagul Toste también Skoglar Tosti (existen variaciones en el nombre según la fuente, 909-975) fue un caudillo vikingo de la provincia sueca de Västergötland. Según Snorri Sturluson, fue padre de Sigrid la Altiva. Por algún tiempo dio refugio a Harald Grenske, quien más tarde regresó para cortejar a Sigrid y que acabó en tragedia ya que ella lo mató por su persistencia. Toste se menciona en algunas sagas, como la saga Heimskringla, y se dice que fue el primer vikingo en exigir el tributo danegeld, en el año 970. El bisnieto de Toste, Stenkil fue rey de Suecia en el año 1060.
Su nombre skoglar, skauglar o skagul está relacionado con su experiencia en la guerra (skagul es uno de los nombres para la batalla en nórdico antiguo).
En Vallentuna, cerca de Estocolmo, una de las piedras rúnicas de Orkesta U 344 cita:

in ulfr hafiR o| |onklati ' þru kialt| |takat þit uas fursta þis tusti ka-t ' þ(a) ---- (þ)urktil ' þa kalt knutr
Y Ulfr ha tomado tres pagos en Inglaterra. Esto fue el primero que pagó a Tosti. Entonces pagó Þorketill. Entonces pagó Knútr

## Descendencia según las sagas
1. Ulf Tostesson, Jarl de Suecia.
2. Sigrid la Altiva, Reina de Suecia.
3. Rognvald Tosteson, de su estirpe desciende Waldef de Ulverston, thane de Ulverston (c. 1140).[3]
4. Thormod Tostesson.